# Vertikalwanderung
Die Vertikalwanderung, englisch diel vertical migration (DVM), ist in der Gewässerkunde, der Limnologie und der Ozeanologie die Wanderung aquatischer Lebewesen über das Vertikalprofil eines Gewässers – als spezifische Sonderform der Wanderungen von Einzelindividuen und Populationen, die im dreidimensionalen Habitat Wasser auftreten.
Lichtabhängige (phototrophe) Mikroorganismen (Algen, Planktone) sowie Rädertierchen, Ruderfußkrebschen und einige Mückenlarven wandern tagesperiodisch durch die thermischen Schichten des Gewässers, von der untersten, kältesten Schicht zur obersten, warmen Schicht und umgekehrt. Da es thermische Schichtungen im Winter und Frühjahr aufgrund des jahreszeitlich bedingten Temperaturausgleiches nicht gibt, ist dieses Verhalten nur im Sommer zu beobachten. Die Alge Volvox kann dabei eine Höhendifferenz von bis zu 18 m zurücklegen.
Die Form der Wanderung variiert je nach Art. So kann sich diese nur auf die oberste, erwärmte und stark bewegte Schicht (Epilimnion) eines stehenden Gewässers oder die unterste, nur wenig bewegte Schicht (Hypolimnion) beschränken – oder aber von Epilimnion nach Hypolimnion erfolgen. Der Hauptgrund für die Wanderungen ist die sich im Laufe des Tages ändernde Intensität des einfallenden Sonnenlichts.
Einige Fische, z. B. Laternenfische, machen das ganze Jahr eine Vertikalwanderung im Tagesgang. Des Weiteren ist dieses Verhalten neben den bereits genannten auch von Larven der Büschelmücken und von Daphnien bekannt.

## Vertikalwanderung in der Luft
Als Besonderheit führen auch Mauersegler, die den größten Teil ihres Lebens in der Luft verbringen und nur selten landen, täglich in der Morgen- und Abenddämmerung Steigflüge aus.